# Liste von Söhnen und Töchtern der Stadt Santa Monica
Dies ist eine Liste bekannter Persönlichkeiten, die in der US-amerikanischen Stadt Santa Monica (Kalifornien) geboren wurden. Die Liste erhebt keinen Anspruch auf Vollständigkeit.

## 1901–1930

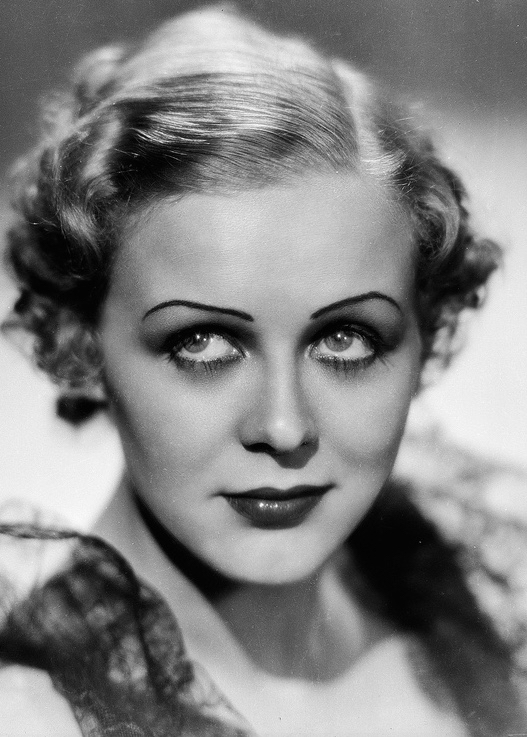
Gloria Stuart
(1910–2010)

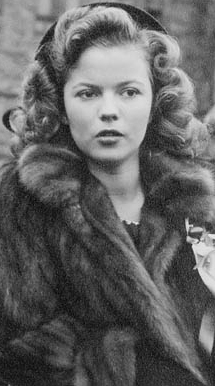
Shirley Temple
(1928–2014)

- Gloria Stuart (1910–2010), Schauspielerin
- Jack Webb (1920–1982), Regisseur, Drehbuchautor, Schauspieler und Produzent
- Jean Darling (1922–2015), Schauspielerin und Sängerin
- Gussie Moran (1923–2013), Tennisspielerin
- Harold W. Kuhn (1925–2014), Mathematiker
- Kenneth Anger (1927–2023), Underground-/Avantgarde-Filmemacher und Autor
- Josef Elfenbein (1927–2019), Iranist und Hochschullehrer
- Dick Guldstrand (1927–2015), Unternehmer und Autorennfahrer
- Don Collier (1928–2021), Schauspieler
- Shirley Temple (1928–2014), Schauspielerin
- Ernie Ball (1930–2004), Musiker und Erfinder
- Mara Corday (1930–2025), Schauspielerin
- Frank Gifford (1930–2015), American-Football-Spieler und Sportmoderator

## 1931–1950

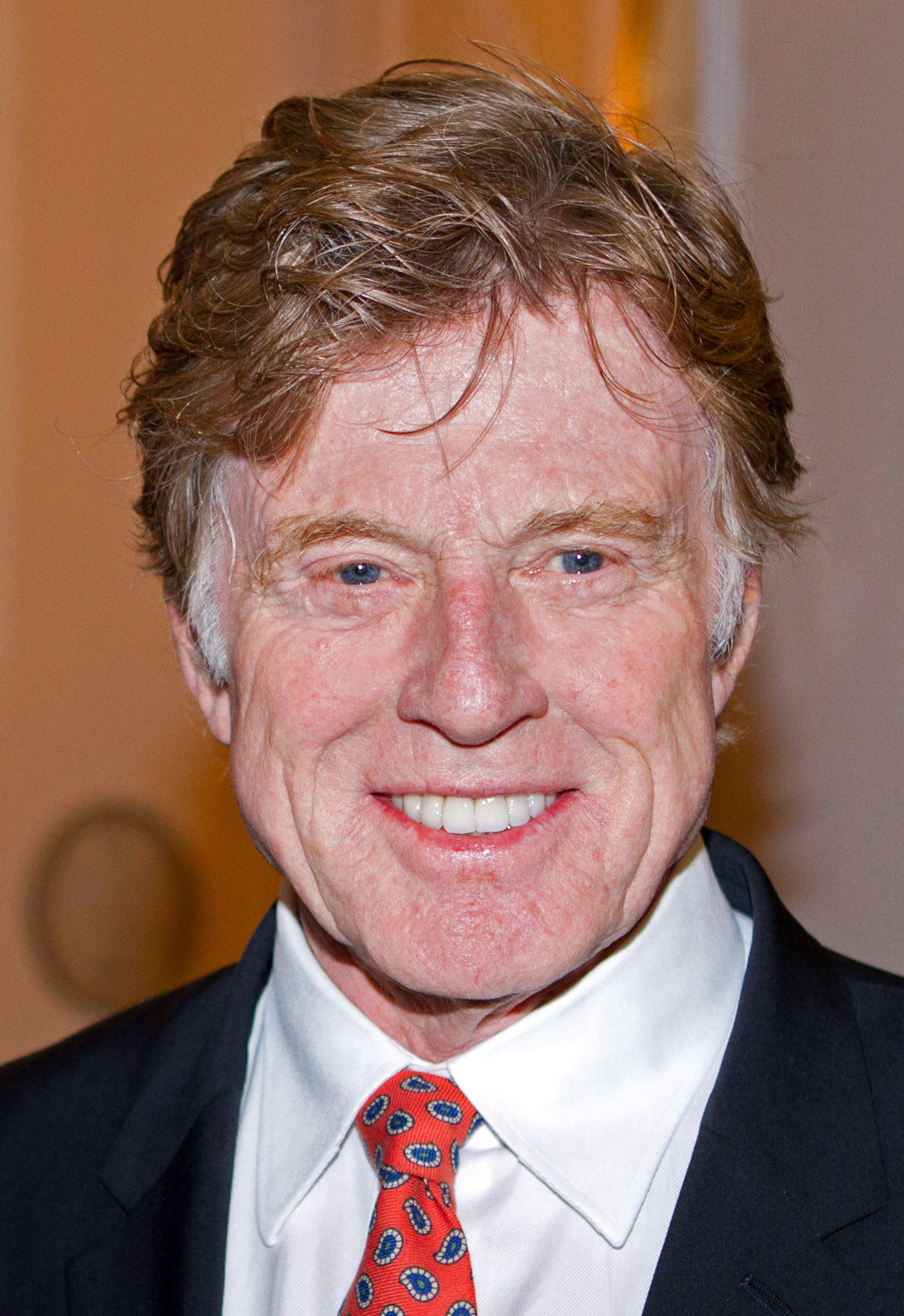
Robert Redford
(* 1936)

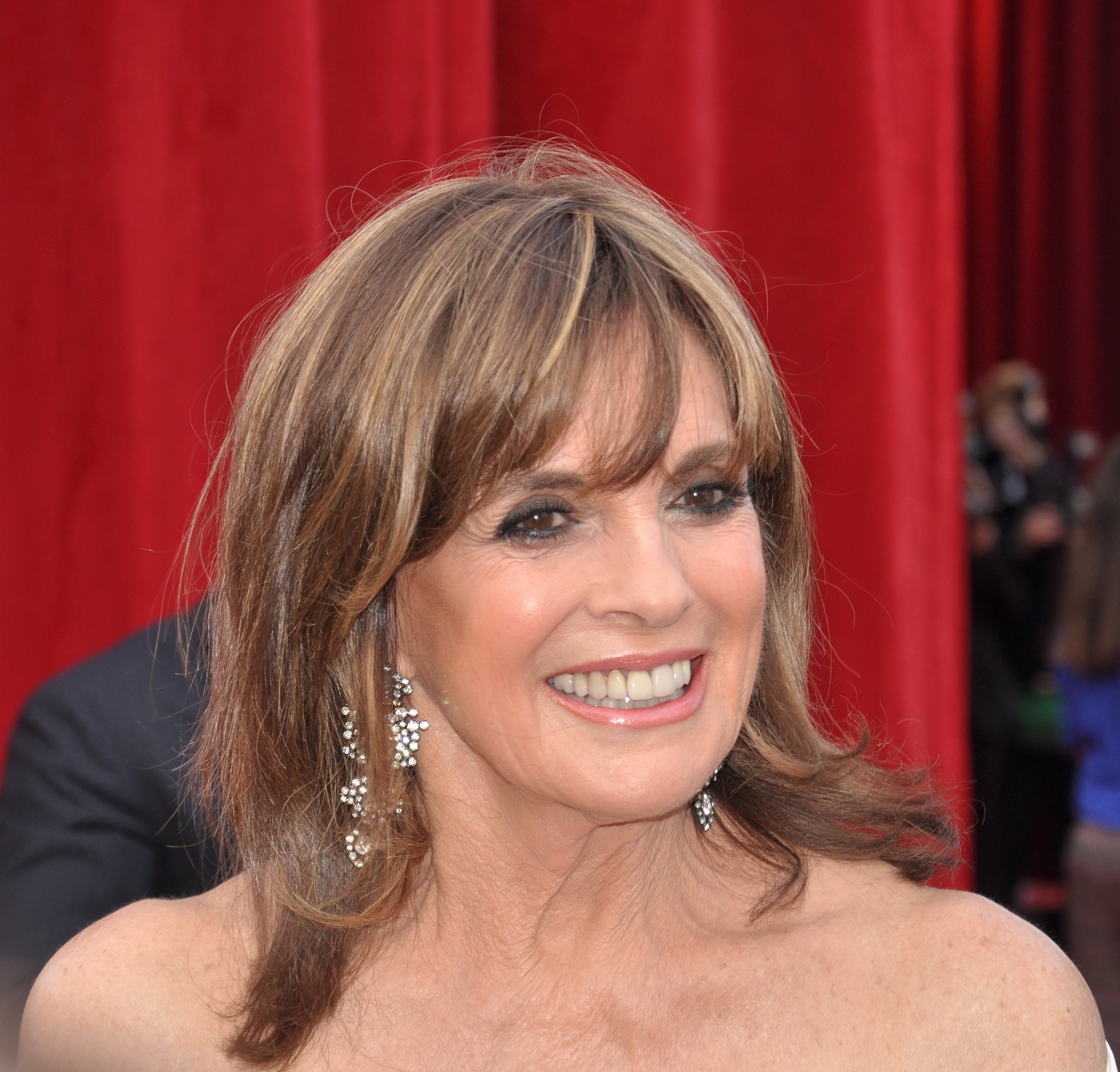
Linda Gray
(* 1940)

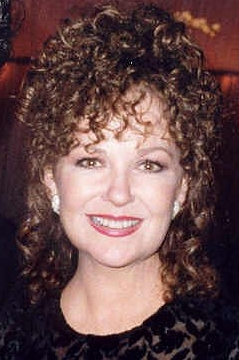
Shelley Fabares
(* 1944)

- Mickey S. Michaels (1931–1999), Szenenbildner und Artdirector
- Parry O’Brien (1932–2007), Leichtathlet
- Fred Roos (1934–2024), Filmproduzent und Casting Director
- Barry W. Boehm (1935–2022), Softwareingenieur
- Paul Sand (* 1935), Schauspieler
- Robert Redford (* 1936), Schauspieler, Regisseur und Produzent
- Peter Davis (* 1937), Filmemacher, Sachbuchautor und Journalist
- Bobbi Fiedler (1937–2019), Politikerin und Abgeordnete im Repräsentantenhaus
- Wes Chowen (* 1939), Radrennfahrer
- Richard A. Tapia (* 1939), Mathematiker
- Linda Gray (* 1940), Schauspielerin
- Roy W. McDiarmid (* 1940), Herpetologe
- Winthrop Davenport (1942–2022), Volleyballspieler und -schiedsrichter
- Geraldine Chaplin (* 1944), Schauspielerin
- Joseph W. Dauben (* 1944), Mathematik- und Wissenschaftshistoriker
- John Densmore (* 1944), Schlagzeuger der Rockband The Doors
- Shelley Fabares (* 1944), Sängerin und Schauspielerin
- Bonnie Franklin (1944–2013), Schauspielerin[1]
- Richard Eyer (* 1945), Schauspieler
- Bob Gunton (* 1945), Film- und Theaterschauspieler
- Richard Hatch (1945–2017), Schauspieler und Schriftsteller
- Michael Chaplin (* 1946), Schauspieler
- Lana Wood (* 1946), Schauspielerin und Produzentin
- Keith Burrell (* 1947), Plasmaphysiker
- Lynette Fromme (* 1948), Attentäterin; Mitglied der Manson Family
- Josephine Chaplin (1949–2023), Schauspielerin
- Kevin Corcoran (1949–2015), Fernsehregisseur, Film- und Fernsehproduzent
- Brodie Greer (* 1949), Schauspieler
- Peggy Michel (* 1949), Tennisspielerin
- David Mulica (* 1949), Radrennfahrer
- Douglas Sheehan (1949–2024), Schauspieler
- Bill Irwin (* 1950), Schauspieler

## 1951–1960

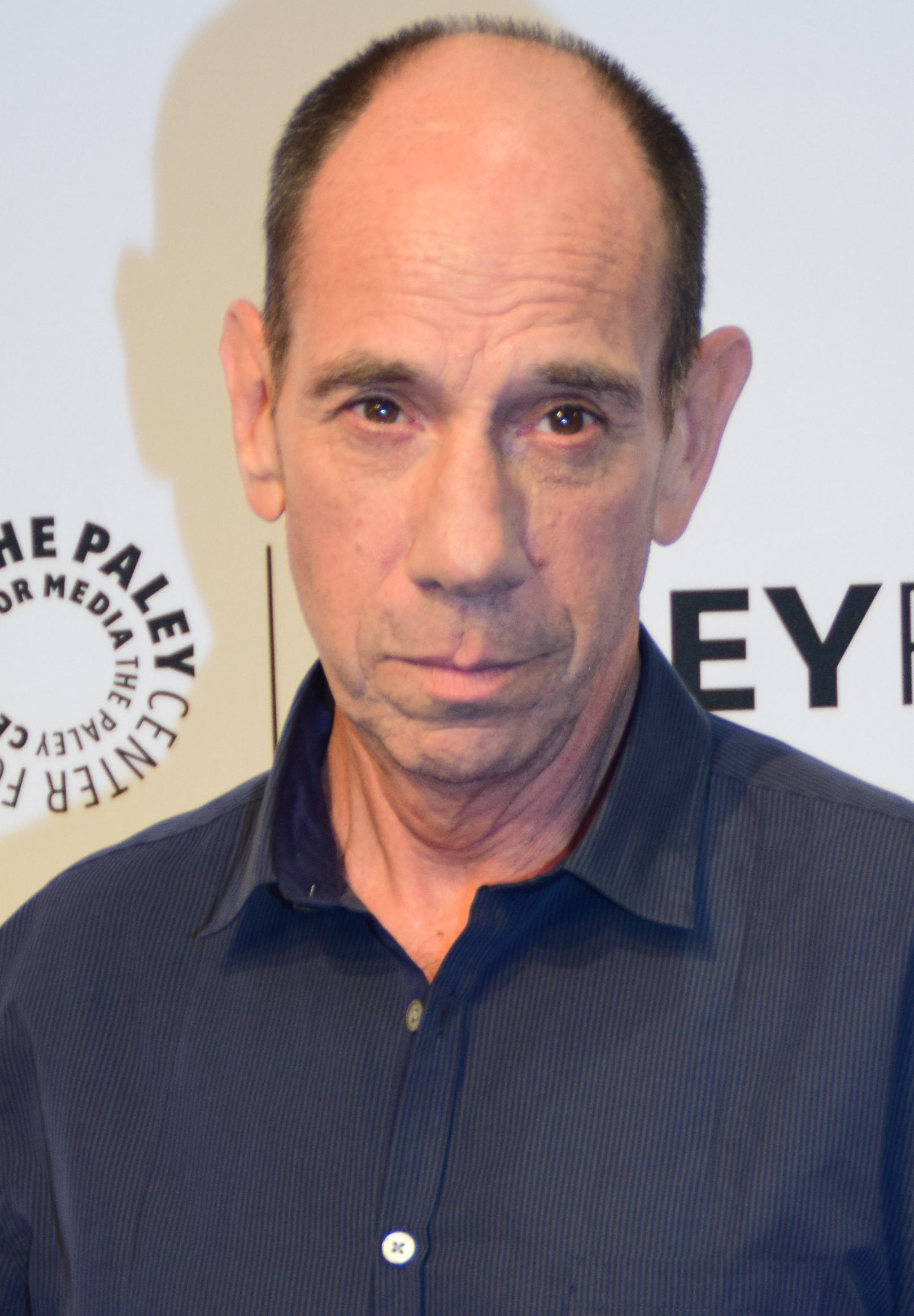
Miguel Ferrer
(1955–2017)

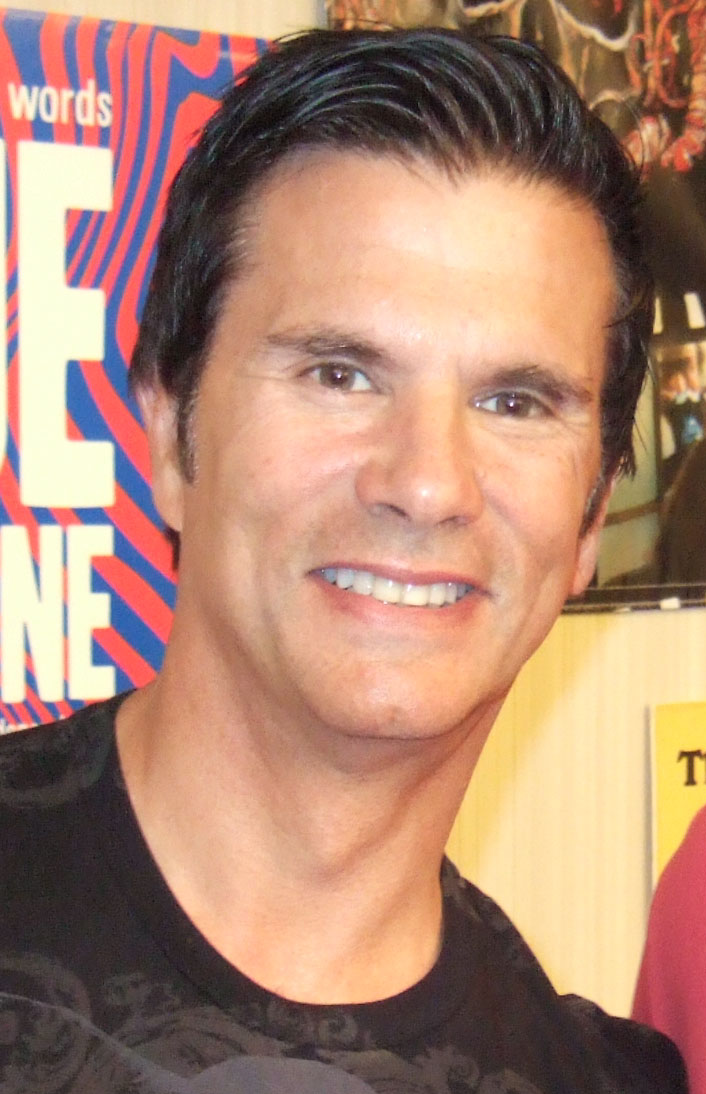
Lorenzo Lamas
(* 1958)

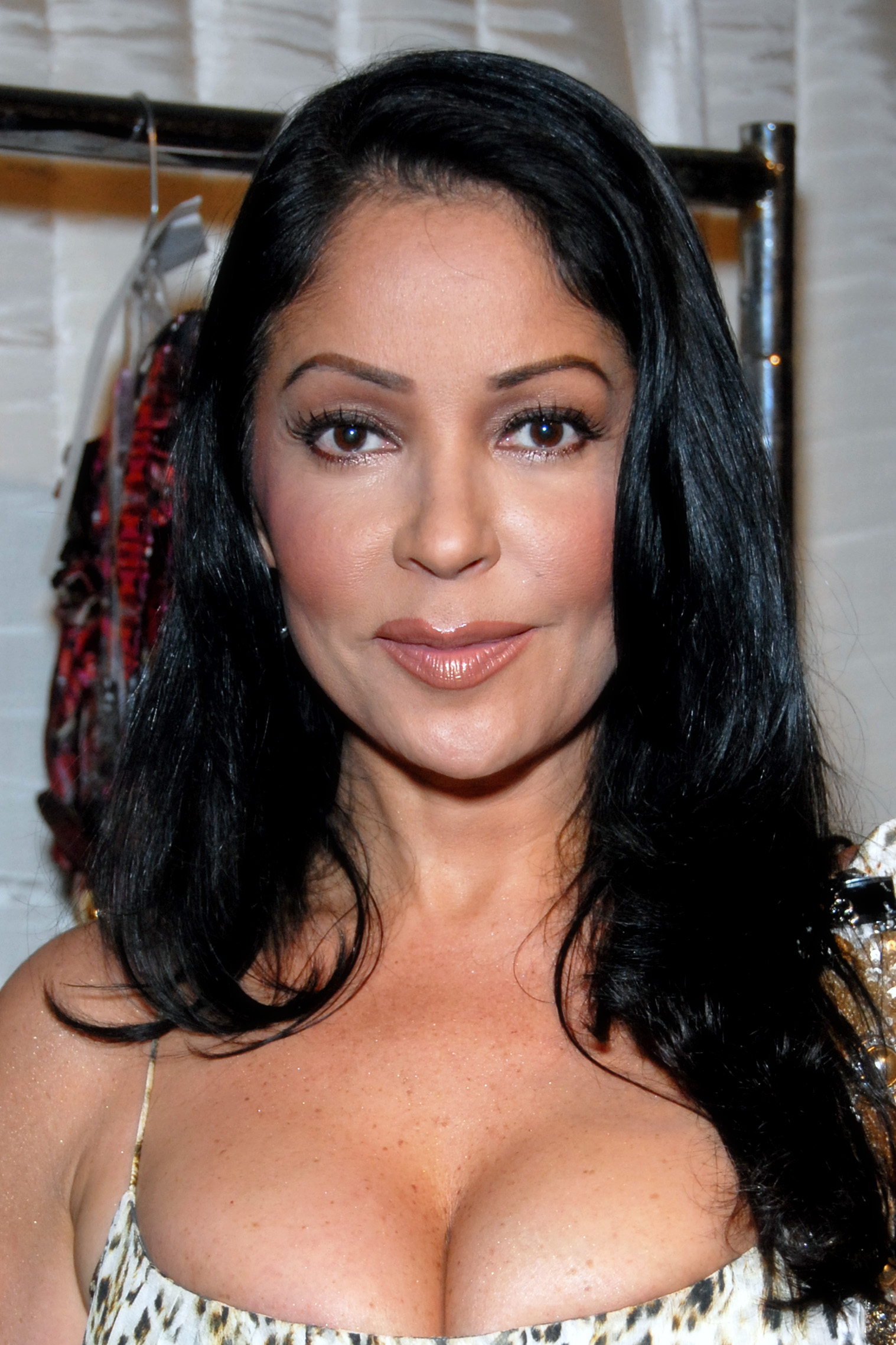
Apollonia Kotero
(* 1959)

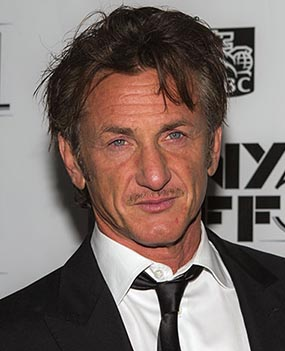
Sean Penn
(* 1960)

- Victoria Chaplin (* 1951), Schauspielerin und Zirkuskünstlerin
- Mick Garris (* 1951), Drehbuchautor, Filmproduzent sowie Filmregisseur
- Gary Hill (* 1951), Videokünstler
- Anjelica Huston (* 1951), Schauspielerin
- Dean Paul Martin (1951–1987), Tennisspieler und Schauspieler
- Coco Montoya (* 1951), Bluesgitarrist
- Carolyn Beug (1952–2011), Filmemacherin[2]
- David R. Ellis (1952–2013), Regisseur und Stuntman
- Cyrinda Foxe (1952–2002), Schauspielerin und Autorin[3]
- Lorna Luft (* 1952), Sängerin und Schauspielerin
- Jay Glaser (* 1953), Segler[4]
- Pavla Ustinov (* 1954), Schauspielerin, Regisseurin, Drehbuchautorin und Produzentin
- Dody Dorn (* 1955), Filmeditorin
- Miguel Ferrer (1955–2017), Schauspieler
- Christopher Lawford (1955–2018), Film- und Fernsehschauspieler
- S. Scott Bullock (* 1956), Synchronsprecher
- Don Burgess (* 1956), Kameramann
- Kelly Curtis (* 1956), Filmschauspielerin
- Teena Marie (1956–2010), R&B- und Soul-Sängerin, Gitarristin, Komponistin und Produzentin
- Randy Rhoads (1956–1982), Rockgitarrist in den 1980er Jahren
- Tony Alva (* 1957), Profiskateboarder
- Judy Blumberg (* 1957), Eiskunstläuferin
- Darby Hinton (* 1957), Schauspieler, Filmproduzent und Synchronsprecher
- Mark Mancina (* 1957), Komponist
- Elonka Dunin (* 1958), Spieleentwicklerin und Kryptologin
- Lorenzo Lamas (* 1958), Schauspieler
- Judy Norton-Taylor (* 1958), Schauspielerin
- David Robertson (* 1958), Dirigent
- Dominique Dunne (1959–1982), Filmschauspielerin
- Dan Gilroy (* 1959), Drehbuchautor, Regisseur und Musiker
- Apollonia Kotero (* 1959), Sängerin, Schauspielerin und Fotomodel
- Suzanne Vega (* 1959), Liedermacherin
- Steve Blum (* 1960), Synchronsprecher[5]
- Matt Palmieri (* 1960), Filmproduzent, Filmregisseur und Drehbuchautor
- Sean Penn (* 1960), Schauspieler, Regisseur und Autor
- Elaine Roque (* 1960), Volleyball- und Beachvolleyballspielerin
- Joseph Williams (* 1960), Rocksänger

## 1961–1980

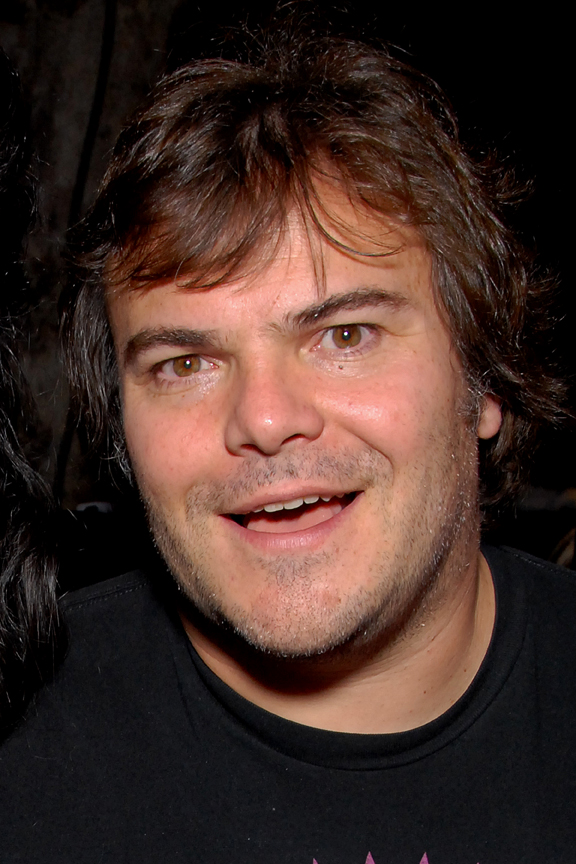
Jack Black
(* 1969)

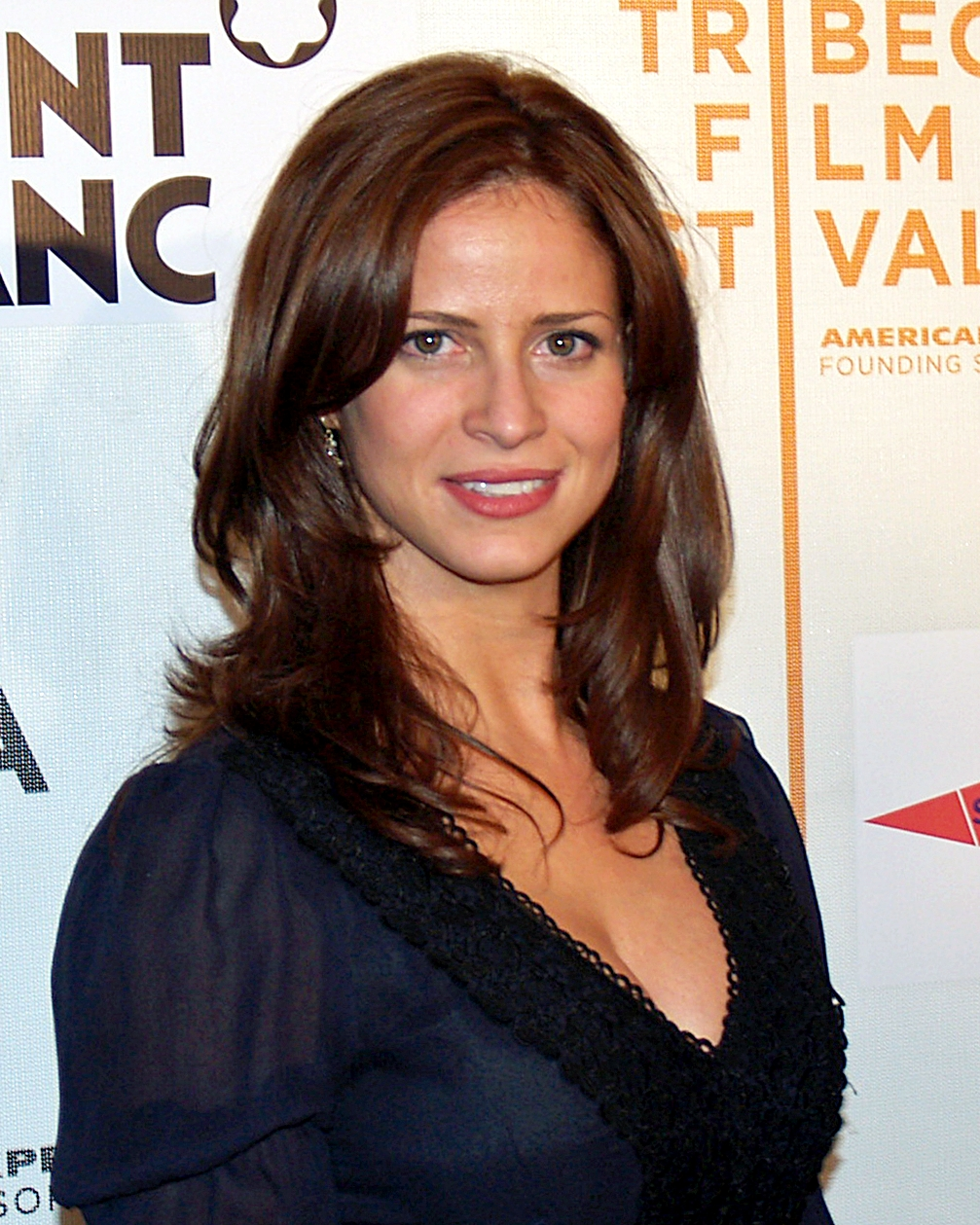
Andrea Savage
(* 1973)

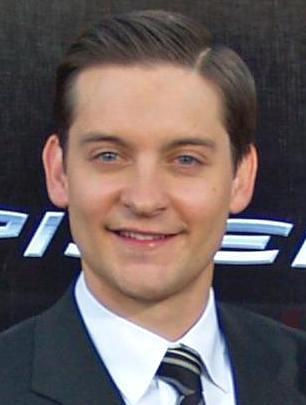
Tobey Maguire
(* 1975)

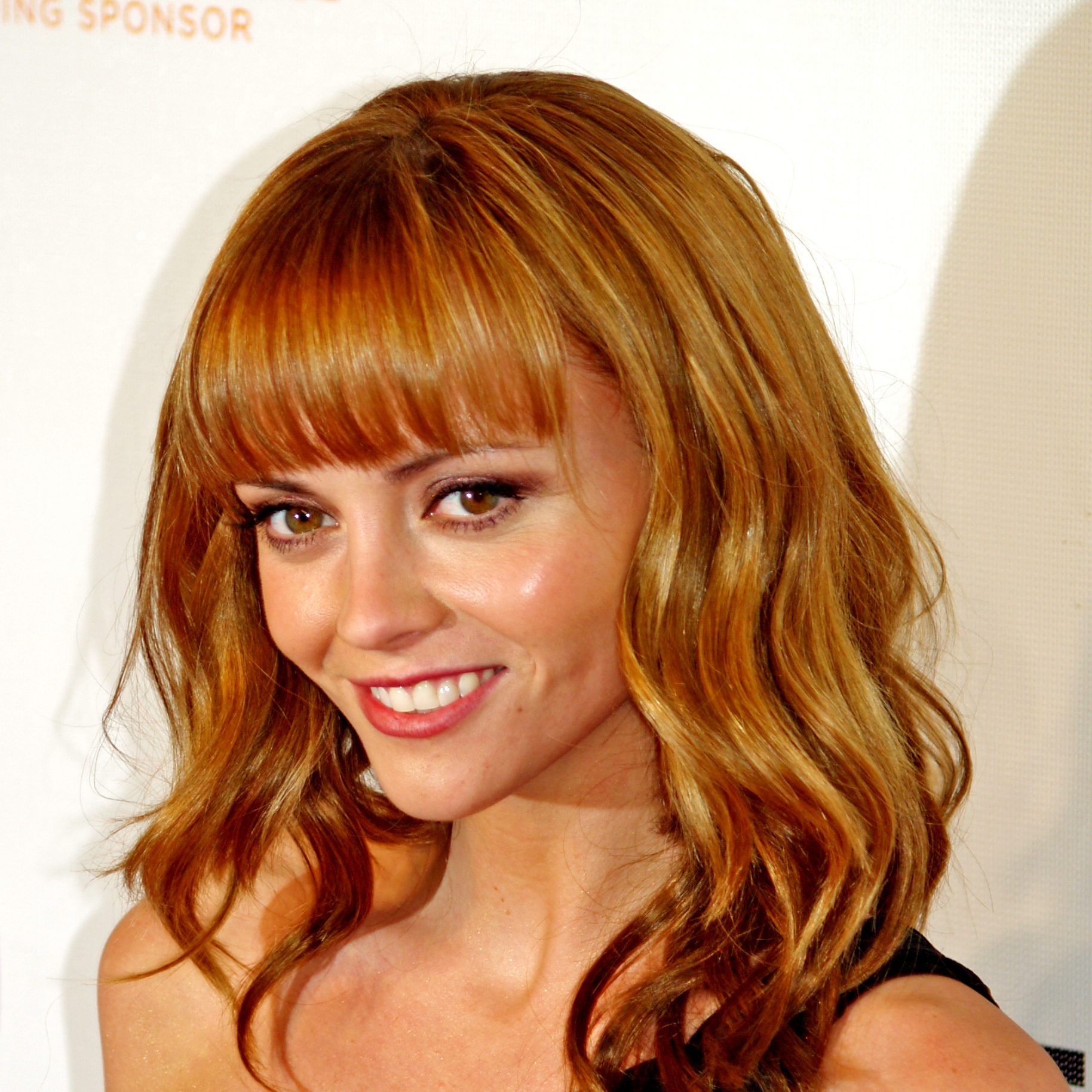
Christina Ricci
(* 1980)

- Marshall Brain (1961–2024), Autor, Moderator und Unternehmer
- Susan Olsen (* 1961), Schauspielerin
- Scott Davis (* 1962), Tennisspieler
- Scott Kalitta (1962–2008), Dragsterpilot
- Tracy Nelson (* 1963), Schauspielerin
- Mariska Hargitay (* 1964), Schauspielerin
- Robert Trujillo (* 1964), Musiker
- Bill Boullianne (* 1965), Beachvolleyballspieler
- Andrew Lauer (* 1965), Schauspieler
- Tommy Kendall (* 1966), Autorennfahrer
- Stephen Malkmus (* 1966), Musiker
- Eric Sato (* 1966), Volleyballspieler[6]
- E. Randol Schoenberg (* 1966), Anwalt
- Dave Navarro (* 1967), Gitarrist und Drummer
- Derya Arbaş (1968–2003), Schauspielerin
- Jack Black (* 1969), Schauspieler, Komiker und Sänger der Band Tenacious D.
- Shingo Francis (* 1969), Maler
- David Hayter (* 1969), Synchronsprecher, Schauspieler und Drehbuchautor
- Shannon Lee (* 1969), Schauspielerin und Geschäftsfrau
- Charmaine Craig (* 1970), Schauspielerin und Schriftstellerin
- Adam Goldberg (* 1970), Schauspieler, Regisseur und Drehbuchautor
- Sean Astin (* 1971), Schauspieler, Regisseur, Autor und Filmproduzent
- Mark Loretta (* 1971), Baseballspieler[7][8][9]
- Steve Pavlina (* 1971), Unternehmer, Motivationstrainer und Autor
- Trent Dilfer (* 1972), American-Football-Spieler
- Ellen Dinalo Williams (* 1972), Schauspielerin
- Andrea Savage (* 1973), Schauspielerin
- Sara Gilbert (* 1975), Schauspielerin
- Derek Hill (* 1975), Automobilrennfahrer
- Tobey Maguire (* 1975), Schauspieler
- Becky Neiman-Cobb (* 1975), Filmproduzentin
- Ryan Hurst (* 1976), Schauspieler
- Baron Davis (* 1979), Basketballspieler
- Zack Fleishman (* 1980), Tennisspieler
- Christina Ricci (* 1980), Schauspielerin

## Ab 1981
- Weston Kelsey (* 1981), Degenfechter
- Martin Starr (* 1982), Schauspieler
- Megan Marie Hart (* 1983), Opernsängerin
- Amber Tamblyn (* 1983), Schauspielerin
- Ashley Bell (* 1986), Schauspielerin

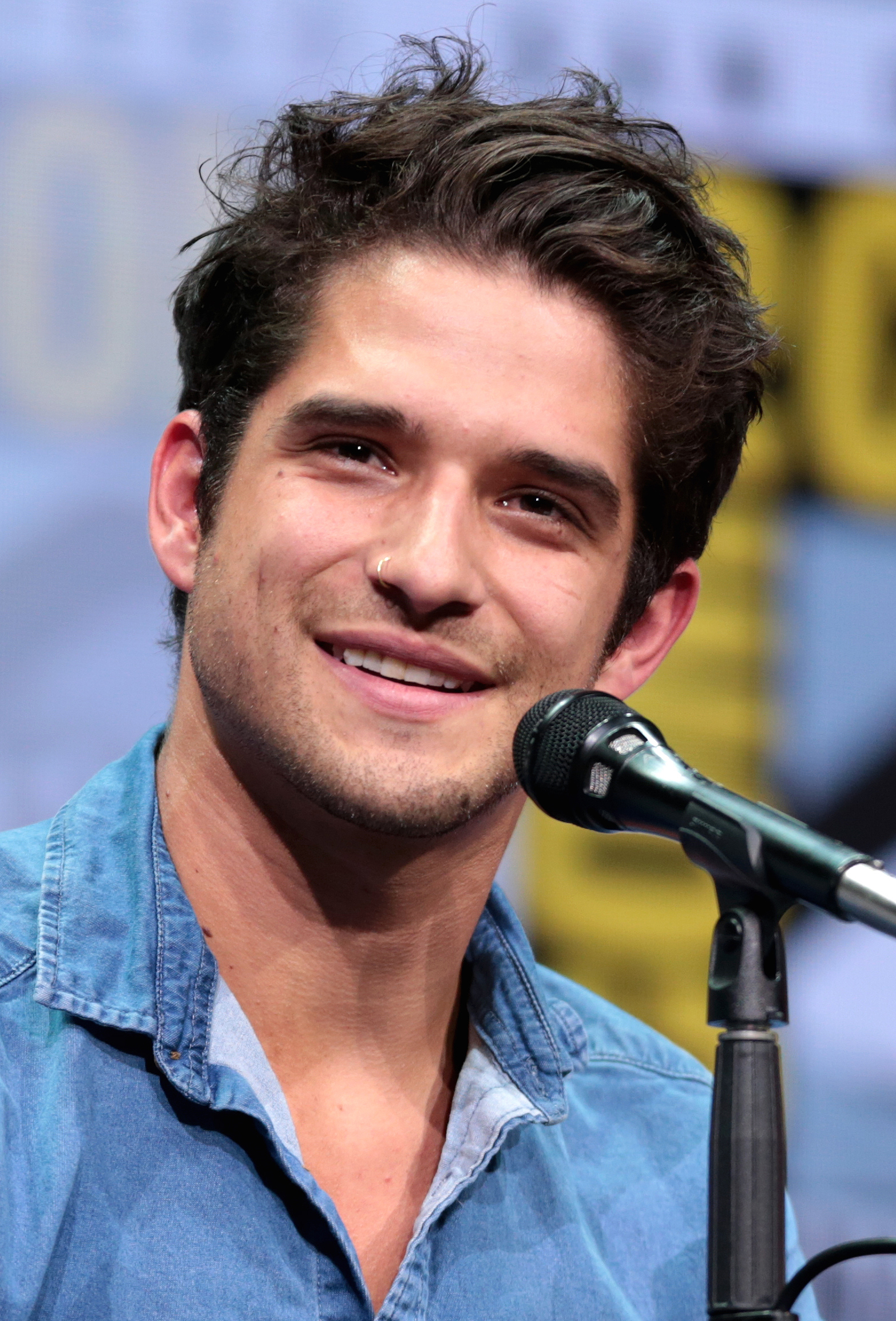
Tyler Posey
(* 1991)

- Eli Marienthal (* 1986), Bühnen-/Filmschauspieler und Synchronsprecher
- Kai Forbath (* 1987), American-Football-Spieler
- Kevin Love (* 1988), Basketballspieler
- Big Sean (* 1988), Rapper
- Katie Volding (* 1989), Schauspielerin
- Riley Keough (* 1989), Schauspielerin
- Carly Chaikin (* 1990), Schauspielerin
- Taylour Paige (* 1990), Schauspielerin und Tänzerin
- Bianca A. Santos (* 1990), Schauspielerin
- Harrison Thomas (* 1990), Schauspieler
- Tyler Posey (* 1991), Schauspieler
- Erin Sanders (* 1991), Schauspielerin
- Hutch Dano (* 1992), Schauspieler
- Austin Rivers (* 1992), Basketballspieler
- Hannah Marks (* 1993), Schauspielerin
- Cameron Monaghan (* 1993), Schauspieler
- Gianna Woodruff (* 1993), panamaische Hürdenläuferin
- Jadon Cal (* 1996), Schauspieler, Drehbuchautor, Filmregisseur und Filmproduzent
- Jordan Raney (* 1996), Wasserballspielerin
- Rosabell Laurenti Sellers (* 1996), italienisch-US-amerikanische Schauspielerin
- Kanoa Igarashi (* 1997), japanischer Surfer
- Lindsey Ruddins (* 1997), Volleyballspielerin
- Kyler Presho (* 1999), Volleyballspieler
- Morgan Lily (* 2000), Kinderdarstellerin
- Freddy Macdonald (* 2000), schweizerisch-US-amerikanischer Filmregisseur, Drehbuchautor und Filmeditor
- Isabel May (* 2000), Schauspielerin
- Connor Muhl (* 2000), Theater- und Filmschauspieler, Filmkomponist und Musiker
- Aubrey Anderson-Emmons (* 2007), Kinderdarstellerin

## Geburtsjahr unbekannt
- Areni Agbabian (* ≈1990), Musikerin
- Virginia Bryant, Schauspielerin
- Estevan Oriol, mexikanisch-US-amerikanischer Fotograf und Regisseur